# Niederachen

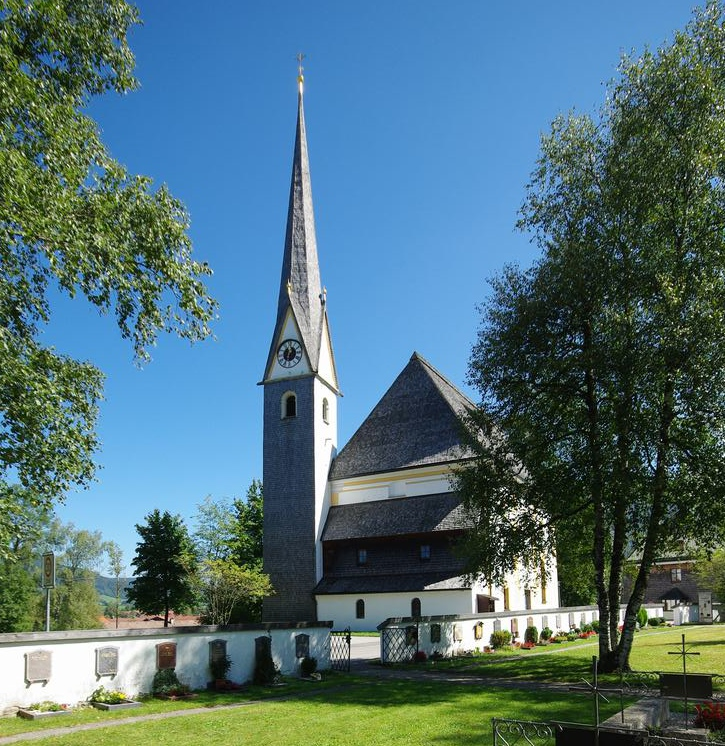
Kirche Mariä Himmelfahrt in Niederachen

Geburtshaus Cajetan Adlgassers

Das Kirchdorf Niederachen ist ein Gemeindeteil der Gemeinde Inzell im oberbayerischen Landkreis Traunstein.  

## Baudenkmäler
- Katholische Filialkirche Mariä Himmelfahrt, erbaut 1696 bis 1698
- Pfarrhaus, erbaut 1811

## Söhne und Töchter von Niederachen
- Anton Cajetan Adlgasser (1729–1777), Komponist und Hoforganist am Salzburger Dom